# Volcán Azufral
El Azufral es un volcán semiactivo ubicado en la región andina del departamento colombiano de Nariño. Tiene una elevación de 4070 m s. n. m.
Es considerado como reserva natural por el consejo directivo de Corponariño. Se destacan las lagunas Negra, Blanca y Verde, siendo esta última la de mayor atractivo, razón por la que es visitada durante todo el año por miles de turistas de todas partes del mundo. El acceso se realiza principalmente desde Túquerres, aunque también puede realizarse y tiene mayor diversidad natural desde el corregimiento de El Espino, en Sapuyes.
Ante la reanudación de la actividad volcánica del volcán Galeras, el Azufral y otros volcanes de los departamentos de Nariño y Cauca, empezaron a ser monitoreados por el sistema geológico colombiano o SGC antes conocido como Ingeominas, el organismo del Estado encargado de la vigilancia sismológica y vulcanologica en Colombia. 
El complejo volcánico se reparte entre las jurisdicciones de los municipios de Túquerres, Sapuyes y Mallama.
Leyendas
Hace mucho tiempo, en las tierras sagradas de Nariño, existió una época en la que el cielo se adornaba con dos lunas, cada una simbolizando un poder ancestral. La Luna Blanca, brillante y pura, representaba la serenidad y la paz. La Luna Roja, con su fulgor intenso, era símbolo de fuerza y pasión. Ambas lunas coexistían en armonía, y sus luces convergían en el cráter del volcán Azufral, otorgando a las tres lagunas su místico color: la verde, la negra y la blanca.
Se decía que el volcán era un guardián celoso de estos astros, pues, según la leyenda, en una noche de doble eclipse, las lunas descendieron a las aguas del cráter para contemplar su propio reflejo. En aquel instante, el volcán despertó con un retumbar profundo que sacudió la tierra, temeroso de que las lunas quisieran escapar de su custodia. Como protector de la región, el volcán las retuvo en sus aguas, hechizando la laguna verde con la paz de la Luna Blanca y dotando a la laguna negra con la intensidad de la Luna Roja.
Sin embargo, cada mil años, cuando las dos lunas vuelven a coincidir en el cielo, el volcán abre su corazón una vez más. Es en esas raras noches cuando las aguas de las lagunas comienzan a agitarse y brillar con destellos sobrenaturales, como si las lunas intentaran liberarse del hechizo milenario. Los habitantes locales creen que si alguien se encuentra en la cima del volcán en ese momento y guarda silencio absoluto, puede escuchar el susurro de las lunas, un canto triste y lejano, como de dos amantes eternamente separados que sueñan con reunirse.
Pero aquellos que osen desafiar el silencio y hablen durante este sagrado instante, provocarán la ira del volcán, quien desatará una tormenta de fuego y ceniza sobre la tierra, cubriendo el cielo y haciendo desaparecer a las dos lunas para siempre. Por ello, el volcán Azufral permanece, entre el miedo y la devoción, como guardián eterno de las lunas, su amor imposible y su promesa mística.

## Galería fotográfica

### Acceso hacia el volcán Azufral y la laguna Verde
|                                                                             |
| Datos físico-geográficos de la Laguna Verde, en Túquerres, Nariño, Colombia |

|                                                               |
| Casona de registro de Corponariño, km 7 hacia la laguna Verde |

|                                                                      |
| Panorámica del paisaje del área del volcán Azufral y la laguna Verde |

|                                                |
| Camino hacia la laguna, últimos 5 km, una hora |

|                                                                    |
| Camino hacia la laguna Verde, en medio de impresionantes paisajes. |

|                                          |
| Camino hacia la laguna Verde, últimos km |

### La laguna Verde
|                                                              |
| Panorámica de la laguna Verde, en el cono del volcán Azufral |

|                                                              |
| La laguna Verde en todo su esplendor, vista desde el mirador |

|                                                 |
| Laguna Negra, a pocos metros de la laguna Verde |

|                                                               |
| Laguna Verde, cerca a la más grande que tiene un buen paisaje |

### Huellas del volcán Azufral
|                                         |
| Fracturas rocallosas del volcán Azufral |

|                                             |
| Fumarola margen oriental del volcán Azufral |

|                                             |
| Fumarola margen oriental del volcán Azufral |

|                                  |
| Domo oriental del volcán Azufral |

### Flora del volcán Azufral
|                                  |
| Flora exótica de la laguna Verde |

|                 |
| Flora del lugar |

|                                      |
| Flora del lugar (sixces)y cortaderas |

|                           |
| Paisaje y flora del lugar |